# La ballata di Gregorio Cortez
La ballata di Gregorio Cortez (The Ballad of Gregorio Cortez) è un film del 1982 diretto da Robert M. Young.
Nel 2022 il film è stato selezionato per la conservazione nel National Film Registry degli Stati Uniti dalla Biblioteca del Congresso come "culturalmente, storicamente o esteticamente significativo".

## Trama
Gregorio Cortez nel 1901 dopo una discussione ha ucciso lo sceriffo Morris, è poi fuggito dai Texas Rangers per tredici giorni prima di essere catturato.